# Inocencia Perdida (banda)
Inocencia Perdida es una banda de hardcore formada en 1997 en Solanda, al sur de la ciudad de Quito, Ecuador.

## Inicios
Denominados al principio como Resistencia, con un estilo musical de punk, el grupo fue creado por Santiago Bonilla, Andrés García y Aníbal Ramírez en el colegio Emilio Uzcátegui de Chillogallo. Inspirados por bandas como Ramones, Misfits y Dos Minutos, en sus primeras presentaciones interpretaban temas de dichos referentes, hasta que a fines de 1997 se une Luis Castillo, renombrado más tarde como Luka Stronzy, quien no solo se ocuparía de ser el cantante, sino que además escribiría las primeras canciones de la banda, que se convertiría a partir de 1999 en Inocencia Perdida.

## Trayectoria
En 1999 el grupo edita su primer demotape, ¿Para qué vivir hoy?, que sería la base de su primer álbum Sistema Hostil, grabado en 2002 y publicado en 2004. Durante este período, Inocencia Perdida se presenta en diferentes ciudades de Ecuador como Guayaquil, Santo Domingo, Riobamba, Lago Agrio, Loja, El Empalme, Pasaje e incluso en Piura (Perú). La banda fue incluida también en diferentes ediciones del festival quiteño Al Sur del Cielo, donde la banda debutó en 2001 y también en la Semana del Rock Ecuatoriano, estrenándose en 2005 junto a otras bandas de la escena local como Mortal Decisión, Habeas Corpus, Sapos Muertos, Konsenso Agresivo, Notoken y otras.
En 2007 graban su segundo álbum, Perdición, material con el que continuaron presentándose en diferentes localidades ecuatorianas.
Con una renovada alineación tras la salida de Aníbal Ramírez, Lenín Arévelo y Andrés García, y tras una breve pausa de los escenarios, en 2018 Inocencia Perdida volvió como parte del Misanthropy Tour, festival independiente donde la banda fue invitada para girar por otras ciudades como Ambato, Cuenca, Santa Elena, Cotacachi, Ibarra y Latacunga, esta vez junto a Conflicto, Kill Machine, Réplika, The Psychokiller, Puño, Hate, Rivalism, Hellbreeder, Ritualism y Butoh.
En el contexto de la pandemia por el Covid-19, en diciembre de 2020 la banda es invitada a participar en el festival internacional virtual de punk y hardcore  Ké Futuro.

## Alineación
- Luka Stronzy (voz)
- Santiago Bonilla (guitarra rítmica)
- Freddycksson Ganchala (guitarra solista)
- Edwin Floyd (batería)
- Víctor Ordoñez (bajo)

## Discografía
- ¿Para qué vivir hoy? (demotape, 1999)
- Sistema hostil (2004)
- Perdición (2007)
- Canciones perdidas (2015)